# Lutzomyia youngi
Lutzomyia youngi är en tvåvingeart som beskrevs av Feliciangeli M. D., Murillo J. 1985. Lutzomyia youngi ingår i släktet Lutzomyia och familjen fjärilsmyggor. Inga underarter finns listade i Catalogue of Life.